# Corades almo
Corades almo är en fjärilsart som beskrevs av Otto Thieme 1906. Corades almo ingår i släktet Corades och familjen praktfjärilar. Inga underarter finns listade i Catalogue of Life.